# Silber-Fingerkraut
Das Silber-Fingerkraut (Potentilla argentea) ist eine Pflanzenart aus der Familie der Rosengewächse (Rosaceae).

## Beschreibung

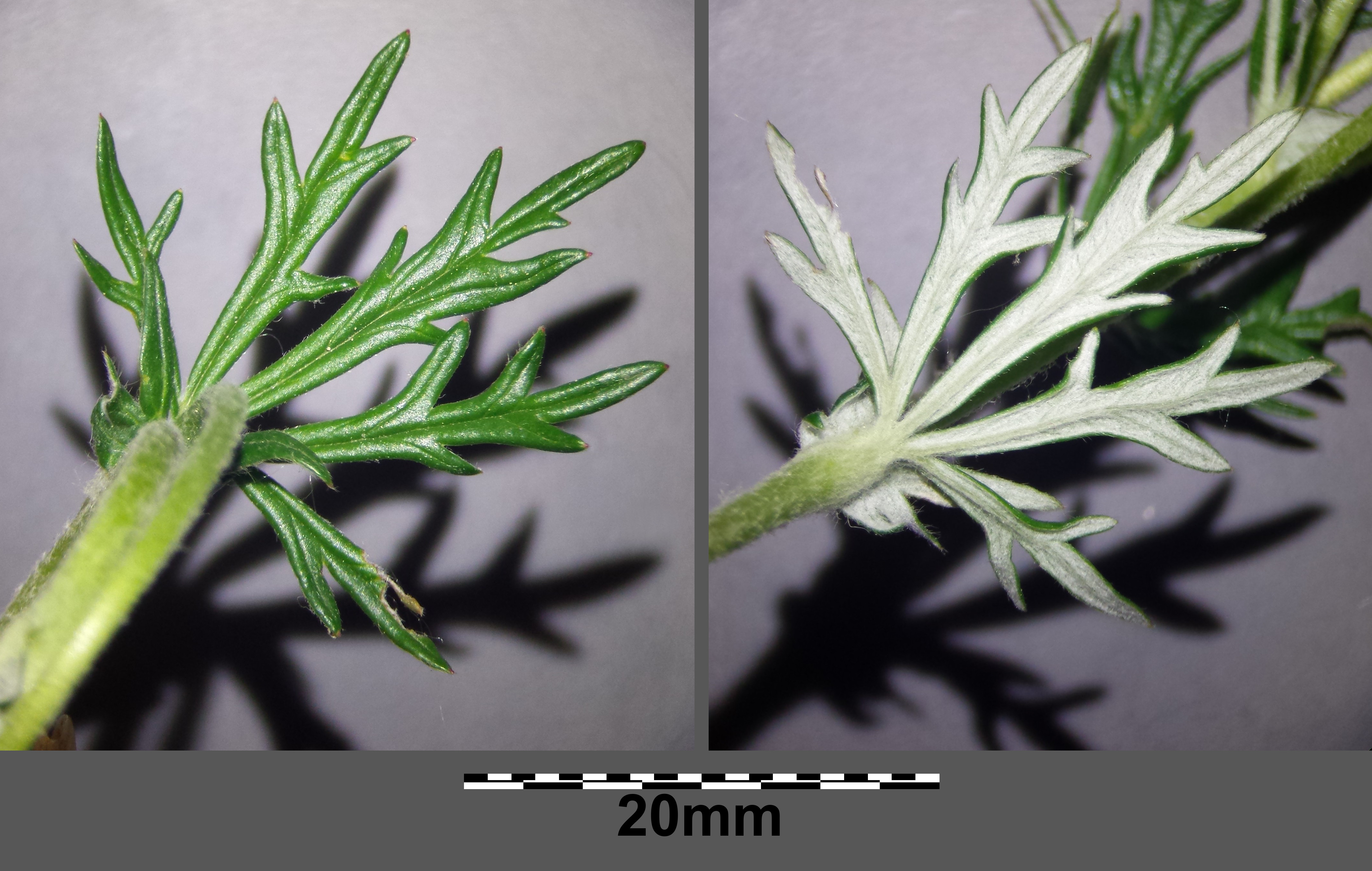
Fünfzählig gefingertes Stängelblatt (Ober- und Unterseite)

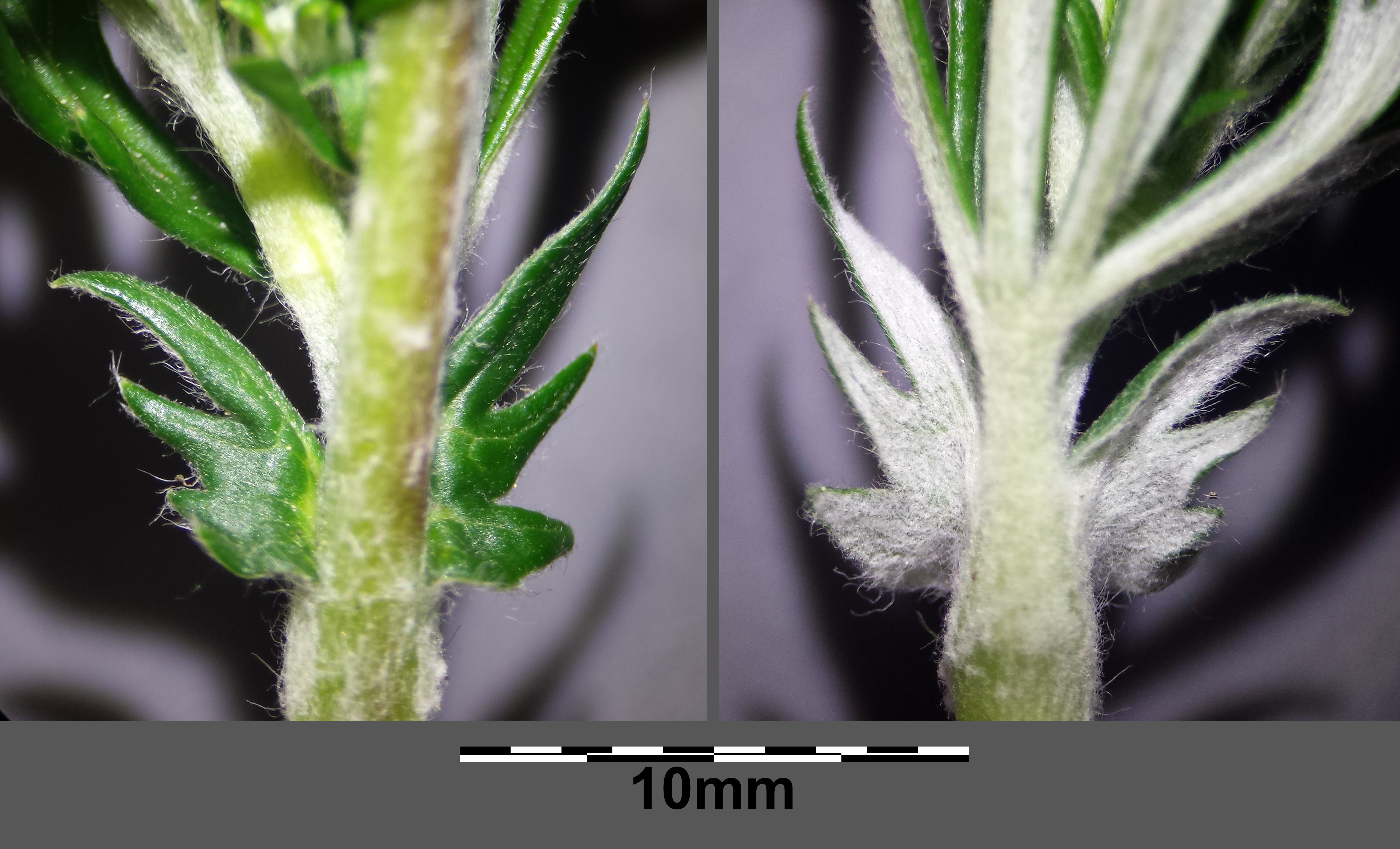
Nebenblätter (Ober- und Unterseite)

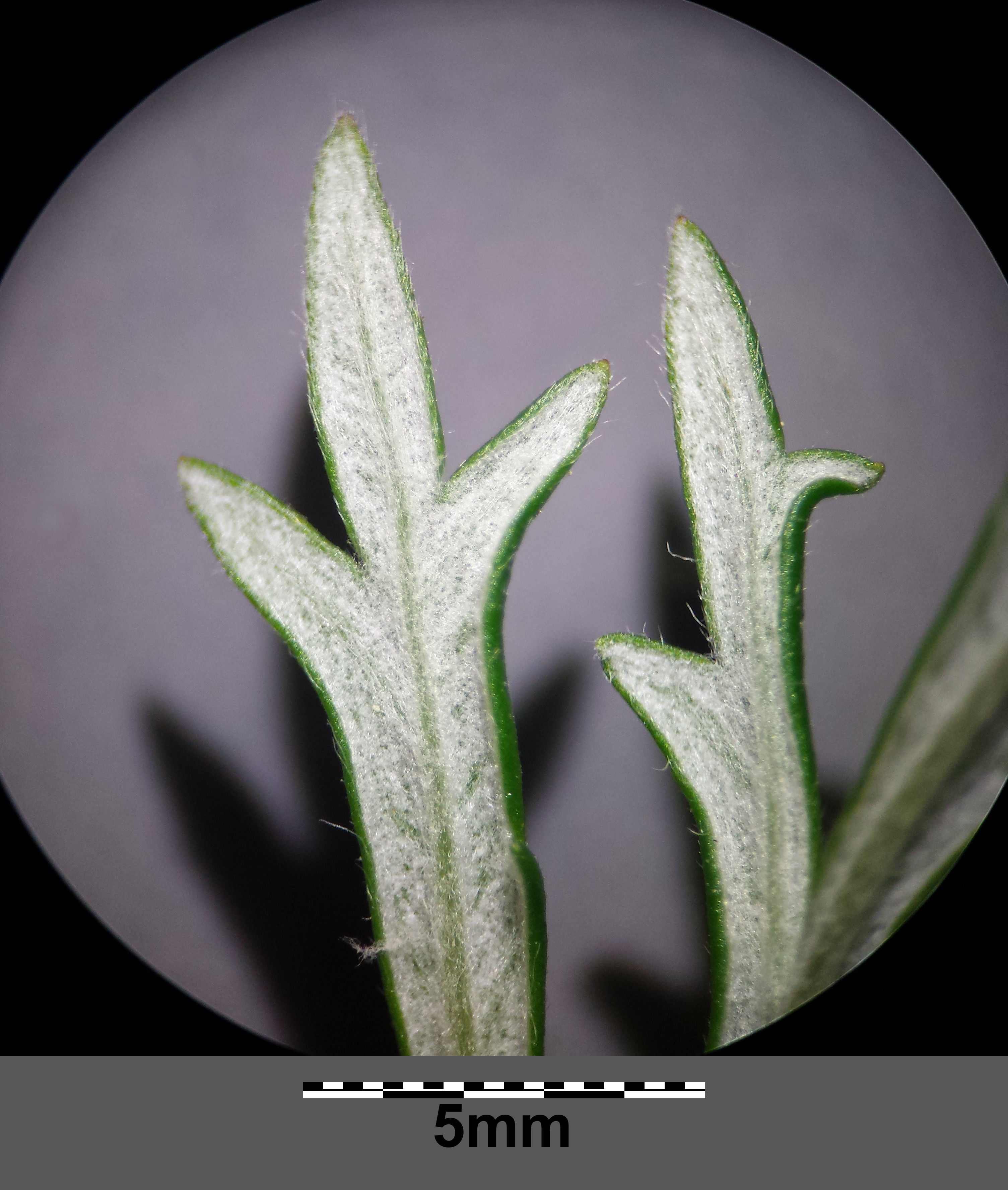
Die Laubblätter sind unterseits dicht filzig grau bis weiß, der Blattrand ist umgerollt.

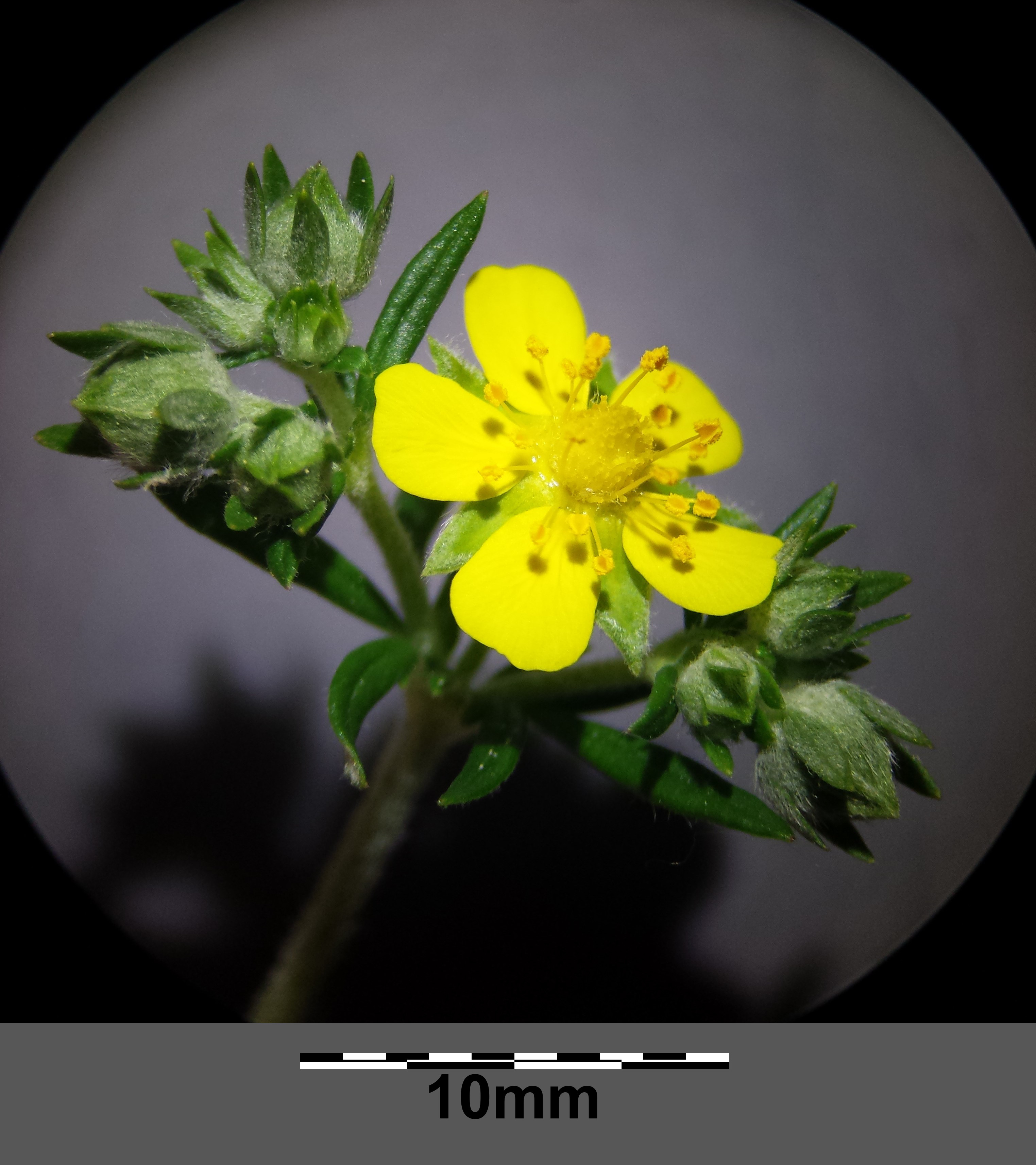
Blütenstand

Fünfzählige Blüte mit gelben Kronblättern

Das Silber-Fingerkraut ist eine ausdauernde krautige Pflanze, die Wuchshöhen von meist 20 bis 30 (10 bis 50) Zentimetern erreicht. Es wird ein Rhizom gebildet. Der aufsteigende Stängel ist weißfilzig behaart. Die vielen grundständig und am Stängel verteilt stehenden Laubblätter sind fünf- bis siebenzählig gefingert und gezähnt. Die Unterseite der Blätter ist dicht und die Oberseits ist nur dünn weißfilzig behaart. Die Blättchen der Stängelblätter sind am Rand nach unten umgerollt, tief unregelmäßig geteilt und meist spitz zulaufend. 
Der reichblütige Blütenstand ist eine mehr oder weniger ebenstraußige Doldenrispe. Die zwittrigen, radiärsymmetrischen Blüten sind fünfzählig und weisen einen Durchmesser von 9 bis 12 mm auf. Die freien, gelben Kronblätter sind 3 bis 5 mm lang und schwach ausgerandet.
Die Chromosomenzahl beträgt 2n = 14, 42 oder 56.

## Ökologie
Als Hemikryptophyt überdauert es in winterkalten Gebieten, in südlicheren Regionen kann es auch teils immergrün sein. Diese Pflanzenart ist kalkmeidend und eine Magerrasenpflanze.
Bestäubt wird das Silber-Fingerkraut von Insekten, vor allem durch Käfer, Zweiflügler (also Fliegen und Mücken) und durch Hautflügler wie Bienen und Hummeln. Die Blütezeit reicht von Juni bis Oktober.
Seine langlebigen Samen werden durch Schütteln ausgebreitet oder durch Verdauung (z. B. von Insekten). Da die Samen auch ohne Befruchtung, also durch Apomixis entstehen können, gibt es zahlreiche verschiedene Sippen, die auch durch Zwischenformen verbunden sind.

## Vorkommen
Das Silber-Fingerkraut kommt nicht nur in Europa vor, sondern auch in Teilen Westasiens und Nordamerikas. In ganz Deutschland tritt es gebietsweise häufig auf.
Das Silbrige Fingerkraut gedeiht an Wegrändern, Bahnanlagen, Kiesgruben und Felsfluren. Bevorzugt werden trockene, mäßig frische, sandige bis kiesige Ruderalstellen. Es gedeiht in Gesellschaften der Klasse Sedo-Scleranthetea, seltener in denen der Klasse Festuco-Brometea.

## Systematik
Der Artname Potentilla argentea wurde 1753 von Carl von Linné in Species Plantarum erstveröffentlicht. Synonyme für Potentilla argentea L. sind: Potentilla impolita auct. mult., Potentilla neglecta Baumg., Potentilla decumbens Jord., Potentilla demissa Jord., Potentilla grandiceps Zimmeter, Potentilla tenuiloba Jord., Potentilla macrotoma Borbás, Potentilla magyarica Zimmeter. 